# Scott Meents
Scott Eric Meents (Kankakee, 4 gennaio 1964) è un ex cestista statunitense, professionista nella NBA, in Italia, Venezuela e Germania.

## Carriera
È stato selezionato dai Chicago Bulls al quarto giro del Draft NBA 1986 (74ª scelta assoluta).

## Palmarès
- All-CBA Second Team (1993)